# Gregory Chow
Gregory Chi-Chong Chow (chinesisch 鄒至庄, Pinyin Zōu Zhìzhuāng, * 25. Dezember 1930 in Macau) ist ein US-amerikanischer Wirtschaftswissenschaftler und Mathematiker mit chinesischen Wurzeln. Er entwickelte den nach ihm benannten Chow-Test.

## Werdegang, Forschung und Lehre
Chow wuchs in der südchinesischen Provinz Guangdong auf. Nach der japanischen Invasion floh er mit seiner Familie 1937 nach Hongkong, fünf Jahre später nach Macau. Nach Ende des Zweiten Weltkrieges kehrte er mit seiner Familie in seine Heimatprovinz zurück, wo er seine Schulausbildung abschloss. 1947 begann er ein Studium der Mathematik an der Lingnan-Universität Guangzhou, ehe er ein Jahr später China verließ und als Sophomore an der Cornell University sein Studium fortsetzte. Wirtschaftswissenschaftlich interessiert, entschloss er sich, sich in Ökonometrie zu vertiefen. 1951 wechselte er an die University of Chicago. Dort lernte er unter anderem unter Milton Friedman, Rudolf Carnap, Hendrik Houthakker, Tjalling Koopmans, William Kruskal, Jacob Marschak und Leonard Jimmie Savage, besuchte aber auch soziologische Seminare von Friedrich Hayek. In seiner 1955 vorgelegten Abschlussarbeit zur Erlangung des Ph.D.-Titels setzte sich Chow mit der Nachfragefunktion für Automobile auseinander. Arnold Harberger motivierte ihn, die in der Dissertation getroffenen Aussagen zu erweitern. Dabei entwickelte Chow ein statistisches Testverfahren zur Stabilität von Regressionskoeffizienten, das später nach ihm benannt wurde.
Nach Ende seines Studiums ging Chow an die Sloan School of Management des Massachusetts Institute of Technology. Dort arbeitete er an der Seite von Paul Samuelson und Robert Solow. 1959 folgte er einem Ruf der Cornell University, legte aber nach nur einem Jahr die Professur nieder und schloss sich IBM im New Yorker Thomas Watson Research Center an. Dort nutzte er seine Kenntnisse, um einerseits weiterhin zu forschen und andererseits das Management zu beraten. Zudem war er als wirtschaftlicher Berater in Asien tätig. 1970 kehrte Chow in den akademischen Betrieb zurück, als er eine Professur an der Princeton University akzeptierte. Als Nachfolger von Oskar Morgenstern übernahm er die Leitung des ökonometrischen Forschungsbereichs. Bis 1997 stand er dem Forschungsprogramm vor, das 2001 bei seiner Emeritierung ihm zu Ehren umbenannt wurde. 1992 wurde er zum Mitglied der American Philosophical Society gewählt.
Chow ist insbesondere für das von ihm entwickelte statistische Testverfahren bekannt. Darüber hinaus leistete er im Laufe seiner wissenschaftlichen Karriere ökonometrische Grundlagenarbeit in verschiedenen Bereichen. Insbesondere mit der Kontrolltheorie und ihrer Anwendung auf ökonomische Problemstellungen gelangen ihm wegweisende Ergebnisse. Er setzte sich zudem mit dem asiatischen Wirtschaftsraum auseinander, wobei er sich häufig auf die chinesische Wirtschaft konzentrierte. Er engagierte sich zudem für den wissenschaftlichen Austausch zwischen den Vereinigten Staaten und China, wobei er etliche Austauschprogramme initiierte.

## Werke
Die folgende Auflistung gibt eine Auswahl von Chow veröffentlichter Bücher wieder, zudem hat er zahlreiche Zeitschriftenartikel und Arbeitspapiere verfasst.
- Analysis and Control of Dynamic Economic Systems, 1975.
- Econometrics, 1983.
- The Chinese Economy , 1987.
- Dynamic Economics: Optimization by the Lagrange Method, 1997.
- China's Economic Transformation, 2002
- Knowing China, 2004.
- Interpreting China's Economy, 2010